# Jürgen C. Brandt
Jürgen Christian Brandt (* 21. März 1955 in Duisburg) ist ein deutscher Jurist und Politiker (SPD). Er war von 1999 bis 2006 Stadtdirektor der Stadt Duisburg.

## Leben
Jürgen C. Brandt schloss nach seinem Abitur im Jahre 1975 ein Jurastudium an. Nach seinem erfolgreich abgeschlossenen Studium arbeitete er als Staatsanwalt und Richter in Duisburg und Düsseldorf.

## Politik
Von 1990 bis zum Jahre 1999 war er Beigeordneter der Stadt Duisburg, danach bis zum Jahre 2006 Stadtdirektor der Stadt Duisburg. Am 30. März 2006 wurde er durch Ratsbeschluss und mit einer Stimme Mehrheit in seinem Amt als Stadtdirektor nicht wiedergewählt.
Seit 2006 arbeitet er wieder als Jurist in einer Kanzlei für Wirtschafts- und Steuerrecht. Darüber hinaus war er wissenschaftlicher Referent für die SPD im Parlamentarischen Untersuchungsausschuss des Landtages NRW, welcher die Umstände um den Foltermord in der Justizvollzugsanstalt Siegburg aufklären soll.
Am 9. April 2008 wurde er von der SPD Duisburg als Oberbürgermeisterkandidat für die Kommunalwahl in Duisburg 2009 nominiert.